# Raïon de Biïsk
Le raïon de Biïsk (en russe : Би́йский райо́н, Biiski raïon) est un raïon du kraï de l'Altaï dans le sud de la Sibérie. Son centre administratif est la ville de Biïsk, qui ne fait pas partie du raïon, et sa population s'élevait à 32 595 habitants en 2021.

## Géographie
Le raïon se situe dans le kraï de l'Altaï, un sujet, en tant que kraï, de la Russie, situé dans le district fédéral sibérien. Le kraï de l'Altaï se situe en Sibérie méridionale, dans la plaine de Sibérie occidentale.
Le raïon, comme tout le kraï de l'Altaï, est située dans le fuseau horaire MSK+4 (heure de Krasnoïarsk). Le décalage horaire appliqué par rapport au temps universel coordonné est +07:00.

## Politique et administration
Le raïon est un des 59 raïons administratifs du kraï de l'Altaï, dans le district fédéral sibérien. Au niveau municipal, il possède le statut de raïon municipal, et comporte ainsi plusieurs municipalités à l'intérieur de lui. Le raïon compte 37 localités réparties en 15 municipalités.